# Chorizopes madagascariensis
Chorizopes madagascariensis là một loài nhện trong họ Araneidae.
Loài này thuộc chi Chorizopes. Chorizopes madagascariensis được M. Emerit miêu tả năm 1997.